# Ямаґатський університет
Ямаґатський університет (яп. 山形大学, やまがただいがく; англ. Yamagata University) — державний університет у Японії. Розташований за адресою: префектура Ямаґата, місто Ямаґата, квартал Кодзіракава 1-4-12号. Заснований у 1878 році та відкритий з 1949 року. Скорочена назва — Яма-дай (яп. 山大, やまだい).

## Факультети
- Гуманітарний факультет (яп. 人文学部)
- Краєзнавчо-педагогічний факультет (яп. 地域教育文化学部)
- Природничий факультет (яп. 理学部)
- Медичний факультет (яп. 医学部)
- Інженерно-технічний факультет (яп. 工学部)
- Агрономний факультет (яп. 農学部)

## Аспірантура
- Аспірантура соціально-культурних систем (яп. 社会文化システム研究科)
- Педагогічна аспірантура (яп. 教育学研究科)
- Природничо-технічна аспірантура (яп. 理工学研究科)
- Аспірантура медичних наук (яп. 医学系研究科)
- Агрономічна аспірантура (яп. 農学研究科)